# Cássia Eller
Cássia Rejane Eller (n. 10 decembrie 1962, Rio de Janeiro, Rio de Janeiro, Brazilia – d. 29 decembrie 2001, Rio de Janeiro, Rio de Janeiro, Brazilia) a fost o cântăreață din Brazilia. Melodiile sale sunt o fuziune între rock și música popular brasileira.

## Discografie

### Albume de studio
- Cássia Eller (1990)
- O Marginal (1992)
- Cássia Eller (1994)
- Veneno AntiMonotonia (1997)
- Com Você... Meu Mundo Ficaria Completo (1999)
- Dez de Dezembro (2002)

### Albume live
- Cássia Eller ao Vivo (1996)
- Veneno Vivo (1998)
- Cássia Rock Eller (2000)
- Acústico MTV (2001)
- Do Lado Do Avesso - Solo 2001 (2012)

### Albume de compilație
- Minha História (1997)
- Música Urbana (1997)
- Millennium (1998)
- Série Gold (2002)
- Participação Especial (2002)
- Perfil (2003)
- A Arte de Cássia Eller (2004)
- I Love MPB (2004)
- Novo Millennium (2005)
- Raridades (2008)

### DVD-uri
- Com Você... Meu Mundo Ficaria Completo (2000)
- Acústico MTV (2001)
- Álbum MTV (2003)
- Cássia Eller ao Vivo no Rock in Rio (2006)